# La República (Homenatge a Pi i Margall)
La República (Homenatge a Pi i Margall) és un monument escultòric situat a la plaça de la República de Barcelona, al districte de Nou Barris. Es troba en una rotonda per la que circula el trànsit, de manera que no és directament accessible al públic. El conjunt està dedicat a la Primera República Espanyola, així com al que va ser un dels seus presidents, Francesc Pi i Margall. Consta d'un pedestal d'acer patinable sobre el que se situa la figura de La República, una estàtua de 4,5 m d'alçada confeccionada en bronze, elaborada per l'escultor Josep Viladomat el 1934; a més d'un medalló de marbre en relleu amb l'efígie de Pi i Margall, obra de Joan Pie.

## Història i descripció

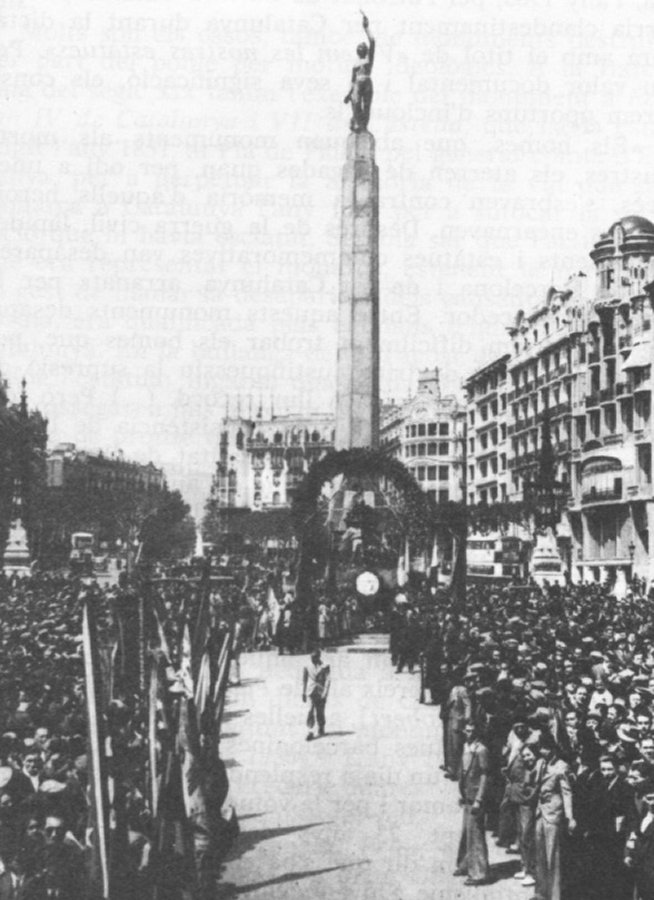
Inauguració del monument original el 12 d'abril del 1936

La idea d'un monument dedicat a Pi i Margall va sorgir el 1915 i es va decidir la seva ubicació a la plaça del Cinc d'Oros, a la confluència de l'avinguda Diagonal amb el passeig de Gràcia —es deia així perquè la seva part central, de forma rodona amb un obelisc i rodejada de quatre fanals igualment de planta rodona, semblava aquesta carta de naip. El 19 de setembre de 1915 es va col·locar la primera pedra, en un acte presidit per l'alcalde accidental, Joan Pich i Pon, però al produir-se uns altercats entre republicans i catalanistes el projecte quedà postergat. El 1917 es va reprendre el projecte, i es va encarregar la confecció de l'obra a Miquel Blay, que va esbossar un gran conjunt escultòric amb un bust del president republicà, tot i que novament el projecte quedà en suspens amb l'arribada de la dictadura de Primo de Rivera.

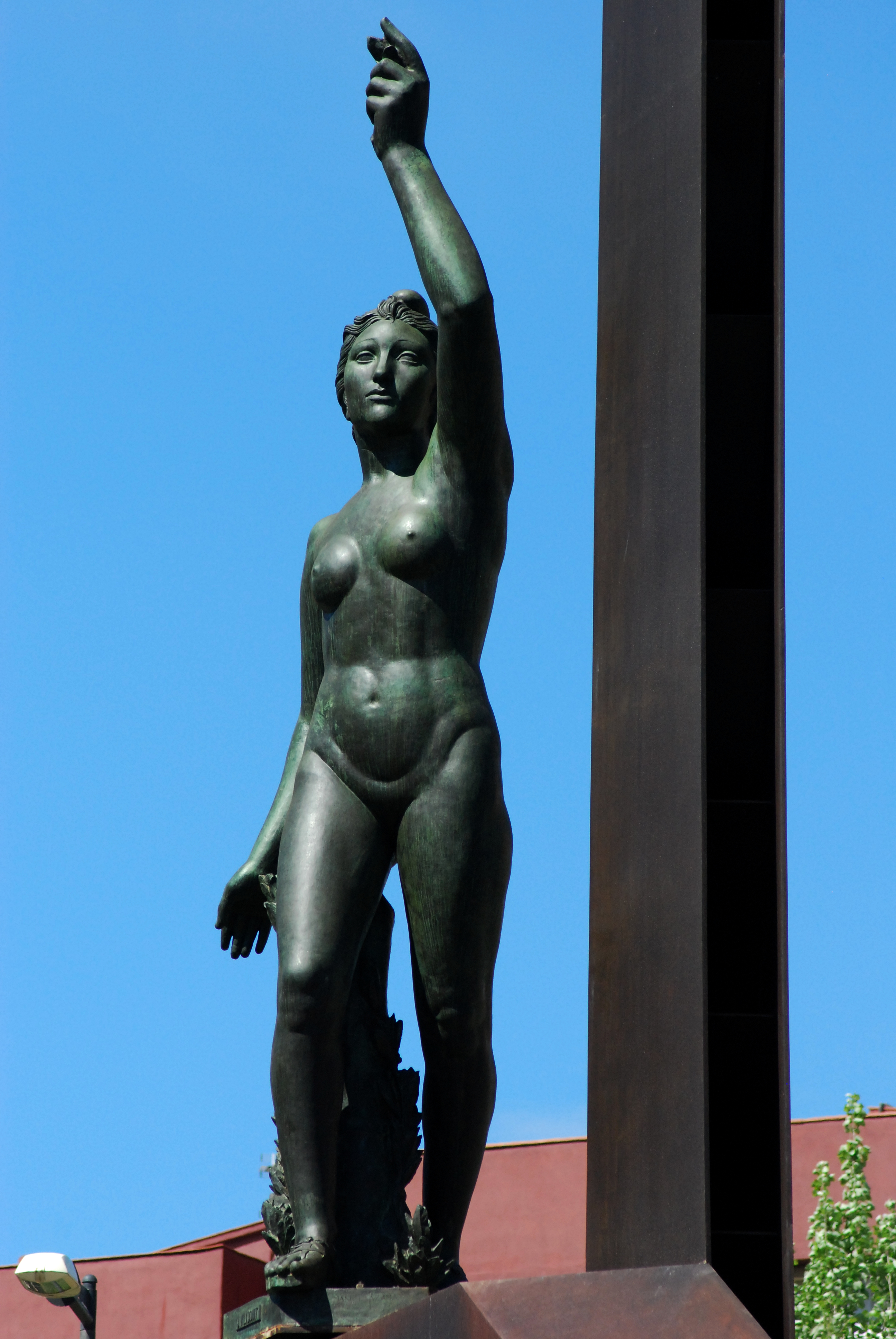
Figura de La República

Amb l'arribada de la Segona República es va reprendre el projecte, tot i que es va descartar l'obra de Blay, pensada en un estil ja passat de moda. El 1932 es va organitzar un concurs públic, que va guanyar Josep Viladomat, amb una imatge de la República en forma de nu femení amb un barret frigi, amb el braç aixecat i portant un ram de llorer, la qual va ser elaborada el 1934 en bronze. La model per representar la República va ser Mercè Gallén Ibáñez. S'integrava llavors en un conjunt amb l'obelisc —conegut com el llapis—, dissenyat pels arquitectes municipals Adolf Florensa i Joaquim Vilaseca, i el medalló de Joan Pie dedicat a Pi i Margall. El monument va ser inaugurat pel president de la Generalitat Lluís Companys el 12 d'abril de 1936. Després de la Guerra Civil, el 13 d'abril de 1939 les autoritats franquistes van retirar l'estàtua i el medalló, els quals van ser substituïts per una al·legoria de la Victòria de Frederic Marès, juntament amb un escut amb l'àliga franquista —conegut popularment com El Gran Lloro—, i van rebatejar la plaça com plaça de la Victòria. Paradoxalment, l'estàtua de la Victòria de Marès havia sigut concebuda com de la República i havia competit amb la de Viladomat al concurs d'adjudicació del 1932, que va guanyar Viladomat perquè la seva obra s'adaptava millor a la perspectiva elevada (19 metres). Marès va haver de fer algunes modificacions a la seva obra, com tapar el tors anteriorment nu.
Afortunadament, l'estàtua i el medalló no van ser destruïts, sinó que van ser guardats a un magatzem municipal del carrer de Wellington, juntament amb altres estàtues retirades per les autoritats del nou règim. Amb l'arribada de la democràcia, l'Ajuntament de Barcelona va començar a pensar a recuperar-les obres per a l'espai públic, però durant un temps no es va trobar el lloc adient, en ser descartada l'opció de tornar a la seva ubicació original. Es va proposar en primer lloc instal·lar-les al vestíbul de la Casa de la Ciutat, juntament amb altres escultures col·locades en aquest indret, però la idea no va prosperar. El 1983, l'escultura va ser enviada per la Generalitat a l'exposició Catalunya a l'Espanya moderna, celebrada a Madrid, però al tornar va seguir sense col·locar-se en un lloc definitiu. Durant un temps va ser exposada a la plaça Sóller, amb una sèrie de propostes per al seu emplaçament, i el 1986 va ser col·locada a la porta d'entrada de la seu del districte de Nou Barris —l'antic Institut Mental de la Santa Creu—, per iniciativa del regidor Juanjo Ferreiro. Finalment, es va decidir el seu emplaçament a la plaça de Llucmajor, com a part integrant d'un monument de nova construcció, a càrrec dels arquitectes Albert Viaplana i Helio Piñón, en forma d'una estructura d'acer patinable de 30 metres d'alçada, d'aspecte abstracte, tot i que recorda una asta de bandera i una escalinata. Aleshores, s'hi va afegir el medalló de Joan Pie. El monument va ser inaugurat per l'alcalde Pasqual Maragall el 14 de juliol del 1990.
El 14 d'abril de 2016, la plaça de Llucmajor va passar a anomenar-se de la República, d'acord amb el monument, una vella reivindicació veïnal que va ser atesa per l'Ajuntament. L'anunci es va efectuar el 29 de novembre del 2015, fixant-ne la data pel 14 d'abril, «dia de la República» (per la proclamació de la Segona República aquell dia del 1931).
Aquell mateix any, la història del monument a la República ha estat objecte d'una revisió crítica en el marc de la polèmica exposició Franco, Victòria, República. Impunitat i espai urbà, presentada a El Born Centre de Cultura i Memòria al mes d'octubre de 2016.